# ワイカミコ郡 (メリーランド州)
ワイカミコ郡（英: Wicomico County、発音: wy-KAHM-ih-koh.）は、アメリカ合衆国メリーランド州の郡である。人口は10万3588人（2020年）。郡庁所在地はソールズベリーであり、同郡で人口最大の都市である。郡名はワイカミコ川から採られており、この川はアルゴンキン語族インディアンの言葉で「家が建てられる場所」を意味する wicko mekee から派生した。川岸にあったインディアンの町を指していると考えられる。
ワイカミコ郡はソールズベリ都市圏に属している。

## 歴史
ワイカミコ郡は1867年にサマセット郡とウースター郡の一部を合わせて設立された。

## 郡政府
ワイカミコ郡は1964年にチャーター政府の形態を認められた。郡の立法機能は郡政委員会にある。7人の委員で構成され、その内5人は5つの選挙区から選出される。残り2人は全郡を選挙区に選出される。行政権は郡執行官に与えられている。郡執行官も全郡を選挙区に選出される。
警察機能はワイカミコ郡保安官事務所が担当している。保安官は選挙で選ばれる。デルマー町とフルートランド市、ソールズベリー市にはそれぞれ市町の警察署がある。

## 地理
アメリカ合衆国国勢調査局に拠れば、郡域全面積は399.79平方マイル (1,035.5 km2)であり、このうち陸地377.17平方マイル (976.9 km2)、水域は22.62平方マイル (58.6 km2)で水域率は5.66%である。
ワイカミコ郡とデラウェア州との境界は、メイソン＝ディクソン線と半島横断線である。この歴史ある直線2本の交差点が、1763年から1767年にチャールズ・メイソンとジェレマイア・ディクソンが定義した半島横断線の中間点である。この中間点はソールズベリー市の北西約8マイル (13 km)、デルマーバ半島の中心近くにある。ワイカミコ郡はこの地域の特徴通り概して平坦であり、北西部に少数の丘陵がある。標高の最低地点は海面であり、最高地点は98フィート (30 m) である。

### 隣接する郡
- ドーチェスター郡 - 北西
- サマセット郡 - 南西
- サセックス郡 (デラウェア州) - 北
- ウースター郡 - 南東

## 人口動態
以下は2010年国勢調査による人口統計データである。
| 基礎データ - 人口: 98,733人 - 世帯数: 37,220世帯 - 家族数: 24,172家族 - 人口密度: 101人/km2（262人/mi2） - 住居数: 41,192軒 - 住居密度: 42軒/km2（109軒/mi2） 人種別人口構成（2000年統計、（ ）内は2010年統計） - 白人: 68.7% (79.8%、非ヒスパニックは78.19%) - アフリカン・アメリカン: 24.2% (13.87%) - ネイティブ・アメリカン: 0.2% (0.37%) - アジア人: 2.5% (0.57%) - 太平洋諸島系: 0.02% (0.16%) - その他の人種: 1.9% (3.2%、非ヒスパニックは0.10%) - 混血: 2.5% (1.68%) - ヒスパニック・ラテン系: 4.5% (5.49%) 先祖による構成 - アフリカ系：23% - イギリス系：14% - ドイツ系：13% - アイルランド系：12% - イタリア系：4% 世帯と家族（対世帯数） - 18歳未満の子供がいる: 28.2% - 結婚・同居している夫婦: 44.9% - 未婚・離婚・死別女性が世帯主: 15.2% - 非家族世帯: 35.1% - 単身世帯: 25% - 65歳以上の老人1人暮らし: 9.4% - 平均構成人数 - 世帯: 2.53人 - 家族: 3.01人 | 収入と家計（2000年データ） - 収入の中央値 - 世帯: 39,035米ドル - 家族: 47,129米ドル - 性別 - 男性: 32,481米ドル - 女性: 23,548米ドル - 人口1人あたり収入: 19,171米ドル - 貧困線以下 - 対人口: 12.8% - 対家族数: 8.7% - 18歳未満: 15.6% - 65歳以上: 8.8% 年齢別人口構成 - 5歳未満: 6.2% - 5-9歳: 6.2% - 10-14歳: 6.1% - 15-19歳: 9.1% - 20-24歳: 9.5% - 25-29歳: 6.4% - 30-34歳: 5.8% - 35-39歳: 5.7% - 40-44歳: 6.1% - 45-49歳: 7.1% - 50-54歳: 7.1% - 55-59歳: 6.3% - 60-64歳: 5.4% - 65-69歳: 4.1% - 70-74歳: 2.8% - 75-79歳: 2.4% - 80-84歳: 1.9% - 85歳以上: 1.8% - 年齢の中央値: 36歳 - 性比（女性100人あたり男性の人口） - 総人口: 91.0 |

## 都市と町
ワイカミコ郡内にはメリーランド州法の市町が8つある。
- 2 市:
  1. フルートランド（1947年法人化）
  2. ソールズベリー（1854年法人化） - 郡庁所在地
- 6 町:
  1. デルマー（1888年法人化）
  2. ヘブロン（1931年法人化）
  3. マーデラスプリング（1906年法人化）
  4. ピッツビル（1906年法人化）
  5. シャープタウン（1874年法人化）
  6. ウィラーズ（1906年法人化）

未編入領域も「町」と考えられるが、政府は無い。アメリカ合衆国国勢調査局の定義する国勢調査指定地域も郡内には無い。これは他の郡に多くの国勢調査指定地域があることと比較して異常である。

### 未編入の町
1. アレン
2. バイバルブ
3. ナンティコーク
4. パーソンバーグ
5. パウェルビル
6. クァンティコ
7. タイアスキン
8. ホワイトヘイブン

## 教育

### 高等教育機関
- ソールズベリー大学
- ソジャーナー・ダグラス・カレッジ
- ウォー・ウィック・コミュニティカレッジ

### 公共教育学区
ワイカミコ郡公共教育学区が郡内の公立学校を運営している。

## 経済
多国籍の養鶏と穀物の会社、パーデュー・ファームズが郡庁所在地のソールズベリー市に本社を置いている。ピードモント航空は郡内未編入領域、ソールズベリー市に近い空港に本社がある。その他の主要雇用主としては、ソールズベリー大学、ベライゾン・コミュニケーションズ、ペニンシュラ地域医療センター、ノウランド・グループ、ペプシ・ボトリング・オブ・デルマーバがある。
郡内の産業としては電子部品製造、薬品、造船、および農業である。

## メディア

### 定期刊行物
- 「ザ・デイリー・タイムズ」
- 「ワイカミコ・ウィークリー」、デイリー・タイムズの週刊紙
- 「メトロポリタン・マガジン」 - 月刊誌
- 「デルマーバ・ユース」 - 隔月刊雑誌

### テレビ
全国ネット系列のテレビ局が5局あり、その他に郡政府の公共放送がある。